# Neomargarodes cucurbitae
Neomargarodes cucurbitae är en insektsart som beskrevs av Tang 1995. Neomargarodes cucurbitae ingår i släktet Neomargarodes och familjen pärlsköldlöss. Inga underarter finns listade i Catalogue of Life.